# أيمن الطرابلسي
أيمن الطرابلسي لاعب كرة قدم تونسي، يلعب كلاعب وسط حالياً في نادي الكوكب السعودي.